# Österreichische Alpine Skimeisterschaften 2011
Die Österreichischen Alpinen Skimeisterschaften 2011 fanden vom 24. bis 30. März in Saalbach-Hinterglemm statt. Alle Rennen wurden auf der Weltcup-Strecke am Zwölferkogel ausgetragen. Die Rennen waren zumeist international besetzt, um die Österreichische Meisterschaft fuhren jedoch nur die österreichischen Teilnehmer.

## Herren

### Abfahrt
| Platz | Name                   | Zeit        |
| ----- | ---------------------- | ----------- |
| 01    | Max Franz              | 1:37,98 min |
| 02    | Klaus Kröll            | 1:38,25 min |
| 03    | Joachim Puchner        | 1:38,31 min |
| 04    | Hannes Reichelt        | 1:38,60 min |
| 05    | Bernhard Graf          | 1:39,09 min |
| 06    | Boštjan Kline (SLO)    | 1:39,41 min |
| 07    | Markus Dürager         | 1:39,44 min |
| 08    | Natko Zrnčić-Dim (CRO) | 1:39,50 min |
| 09    | Rok Perko (SLO)        | 1:39,51 min |
| 10    | Otmar Striedinger      | 1:39,75 min |

Datum: 24. März 2011

Ort: Saalbach-Hinterglemm

Piste: Schneekristall, Zwölferkogel

Startzeit: 8:15 Uhr

Start: 1825 m, Ziel: 1080 m

Höhendifferenz: 745 m, Länge: 1750 m

Tore: 24, Richtungsänderungen: 17

### Super-G
| Platz | Name                | Zeit        |
| ----- | ------------------- | ----------- |
| 01    | Björn Sieber        | 1:00,01 min |
| 02    | Joachim Puchner     | 1:00,35 min |
| 03    | Florian Scheiber    | 1:00,41 min |
| 04    | Romed Baumann       | 1:00,47 min |
| 05    | Bernhard Graf       | 1:00,66 min |
| 06    | Matthias Mayer      | 1:00,76 min |
| 07    | Hannes Reichelt     | 1:00,82 min |
| 08    | Max Franz           | 1:01,02 min |
| 09    | Andrej Jerman (SLO) | 1:01,06 min |
| 10    | Frederic Berthold   | 1:01,14 min |

Datum: 26. März 2011

Ort: Saalbach-Hinterglemm

Piste: Schneekristall, Zwölferkogel

Startzeit: 8:45 Uhr

Start: 1560 m, Ziel: 1080 m

Höhendifferenz: 480 m

Tore: 28, Richtungsänderungen: 26

### Riesenslalom
| Platz | Name                 | Zeit        |
| ----- | -------------------- | ----------- |
| 01    | Philipp Schörghofer  | 1:54,91 min |
| 02    | Christoph Nösig      | 1:55,30 min |
| 03    | Roland Leitinger     | 1:55,34 min |
| 04    | Kryštof Krýzl (CZE)  | 1:55,59 min |
| 05    | Bernard Vajdič (SLO) | 1:55,84 min |
| 06    | Marcel Mathis        | 1:56,20 min |
| 07    | Janez Jazbec (SLO)   | 1:56,60 min |
| 08    | Björn Sieber         | 1:56,73 min |
| 09    | Matic Skube (SLO)    | 1:56,77 min |
| 10    | Vincent Kriechmayr   | 1:56,87 min |

Datum: 30. März 2011

Ort: Saalbach-Hinterglemm

Start: 1540 m, Ziel: 1060 m

Höhendifferenz: 480 m

### Slalom
| Platz | Name                 | Zeit        |
| ----- | -------------------- | ----------- |
| 01    | Manfred Pranger      | 1:18,35 min |
| 02    | Christoph Dreier     | 1:19,09 min |
| 03    | Reinfried Herbst     | 1:19,17 min |
| 04    | Wolfgang Hörl        | 1:19,43 min |
| 05    | Filip Trejbal (CZE)  | 1:19,54 min |
| 06    | Kryštof Krýzl (CZE)  | 1:20,01 min |
| 07    | Christoph Nösig      | 1:20,18 min |
| 08    | Marc Digruber        | 1:20,28 min |
| 09    | Bernard Vajdič (SLO) | 1:21,16 min |
| 10    | Philipp Schörghofer  | 1:21,38 min |

Datum: 29. März 2011

Ort: Saalbach-Hinterglemm

Piste: Schneekristall, Zwölferkogel

Start: 1220 m, Ziel: 1060 m

Höhendifferenz: 160 m

### Super-Kombination
| Platz | Name                | Zeit        |
| ----- | ------------------- | ----------- |
| 01    | Marc Digruber       | 1:36,86 min |
| 02    | Bernhard Graf       | 1:36,87 min |
| 03    | Vincent Kriechmayr  | 1:37,13 min |
| 04    | Manuel Wieser       | 1:37,39 min |
| 05    | Johannes Kröll      | 1:37,71 min |
| 06    | Björn Sieber        | 1:38,12 min |
| 07    | Tin Široki (SLO)    | 1:38,15 min |
| 08    | Daniel Danklmaier   | 1:38,20 min |
| 09    | Boštjan Kline (SLO) | 1:38,27 min |
| 10    | Thomas Mayrpeter    | 1:38,40 min |

Datum: 25. März 2011

Ort: Saalbach-Hinterglemm

Piste: Schneekristall, Zwölferkogel

Super-G:

 Startzeit: 7:45 Uhr

 Start: 1560 m, Ziel: 1080 m

 Höhendifferenz: 480 m

Slalom:

 Startzeit: 19:30 Uhr

## Damen

### Abfahrt
| Platz | Name                 | Zeit        |
| ----- | -------------------- | ----------- |
| 01    | Jessica Depauli      | 1:43,36 min |
| 02    | Elisabeth Görgl      | 1:43,94 min |
| 03    | Nicole Schmidhofer   | 1:44,38 min |
| 04    | Christina Staudinger | 1:45,08 min |
| 05    | Mariella Voglreiter  | 1:45,28 min |
| 06    | Stefanie Moser       | 1:45,35 min |
|       | Michaela Kirchgasser | 1:45,35 min |
| 08    | Mirjam Puchner       | 1:46,18 min |
| 09    | Tamara Tippler       | 1:46,25 min |
| 10    | Margret Altacher     | 1:46,33 min |

Datum: 24. März 2011

Ort: Saalbach-Hinterglemm

Piste: Schneekristall, Zwölferkogel

Startzeit: 9:15 Uhr

Start: 1825 m, Ziel: 1080 m

Höhendifferenz: 745 m, Länge: 1750 m

Tore: 24, Richtungsänderungen: 17

### Super-G
| Platz | Name                 | Zeit        |
| ----- | -------------------- | ----------- |
| 01    | Anna Fenninger       | 1:01,73 min |
| 02    | Andrea Fischbacher   | 1:02,09 min |
| 03    | Nicole Schmidhofer   | 1:02,11 min |
| 04    | Michaela Kirchgasser | 1:02,15 min |
| 05    | Margret Altacher     | 1:02,50 min |
| 06    | Christina Staudinger | 1:02,59 min |
| 07    | Jessica Depauli      | 1:02,62 min |
| 08    | Nicole Hosp          | 1:02,76 min |
| 09    | Stefanie Moser       | 1:02,81 min |
| 10    | Mirjam Puchner       | 1:02,82 min |

Datum: 26. März 2011

Ort: Saalbach-Hinterglemm

Piste: Schneekristall, Zwölferkogel

Startzeit: 7:45 Uhr

Start: 1560 m, Ziel: 1080 m

Höhendifferenz: 480 m

Tore: 28, Richtungsänderungen: 26

### Riesenslalom
| Platz | Name                      | Zeit        |
| ----- | ------------------------- | ----------- |
| 01    | Ana Drev (SLO)            | 1:59,78 min |
| 02    | Lisa-Maria Reiss          | 2:00,75 min |
| 03    | Julia Dygruber            | 2:00,87 min |
| 04    | Margret Altacher          | 2:01,11 min |
| 05    | Martina Geisler           | 2:01,22 min |
| 06    | Christina Staudinger      | 2:01,29 min |
| 07    | Stefanie Wopfner          | 2:01,62 min |
| 08    | Mirjam Puchner            | 2:01,66 min |
| 09    | Kathrin Auer              | 2:01,81 min |
| 10    | A. Gąsienica-Daniel (POL) | 2:01,90 min |

Datum: 30. März 2011

Ort: Saalbach-Hinterglemm

Start: 1540 m, Ziel: 1060 m

Höhendifferenz: 480 m

### Slalom
| Platz | Name                  | Zeit        |
| ----- | --------------------- | ----------- |
| 01    | Marlies Schild        | 1:25,63 min |
| 02    | Alexandra Daum        | 1:27,43 min |
| 03    | Chiara Costazza (ITA) | 1:27,61 min |
| 04    | Maruša Ferk (SLO)     | 1:28,47 min |
| 05    | Carmen Thalmann       | 1:28,54 min |
| 06    | Karen Persyn (BEL)    | 1:29,09 min |
| 07    | Julia Dygruber        | 1:29,10 min |
| 08    | Ricarda Haaser        | 1:29,25 min |
| 09    | Lisa-Maria Reiss      | 1:29,63 min |
| 10    | Lisa-Maria Zeller     | 1:29,78 min |

Datum: 29. März 2011

Ort: Saalbach-Hinterglemm

Piste: Schneekristall, Zwölferkogel

Start: 1220 m, Ziel: 1060 m

Höhendifferenz: 160 m, Tore: 49

### Super-Kombination
| Platz | Name                 | Zeit        |
| ----- | -------------------- | ----------- |
| 1     | Jessica Depauli      | 1:45,01 min |
| 2     | Michaela Kirchgasser | 1:45,73 min |
| 3     | Margret Altacher     | 1:46,29 min |
| 4     | Stefanie Moser       | 1:46,78 min |
| 5     | Michaela Rainer      | 1:47,10 min |
| 6     | Sabrina Maier        | 1:47,15 min |
| 7     | Bozana Maksic        | 1:48,28 min |
| 8     | Nina Tipotsch        | 1:48,30 min |
| 9     | Theresa Thaler       | 1:48,86 min |
|       | Anna Schneeberger    | 1:48,86 min |

Datum: 25. März 2011

Ort: Saalbach-Hinterglemm

Piste: Schneekristall, Zwölferkogel

Super-G:

 Startzeit: 8:45 Uhr

 Start: 1560 m, Ziel: 1080 m

 Höhendifferenz: 480 m

Slalom:

 Startzeit: 20:00 Uhr